# Nadirbek Chizrijew
Nadirbek Chizrijew (ros. Надирбек Хизриев; ur. 9 czerwca 1990) – rosyjski zapaśnik startujący w stylu wolnym. Akademicki mistrz świata z 2016 roku.